# دربیدان (رضوان)
دربیدان روستایی در دهستان رضوان بخش جبالبارز شهرستان جیرفت استان کرمان ایران است.

## جمعیت
بر پایه سرشماری عمومی نفوس و مسکن در سال ۱۳۹۵ جمعیت این مکان ۱۴۶ نفر (۵۳خانوار) بوده‌است.